# Main Man
«Main Man» — рок-пісня американської співачки та акторки Шер з її вісімнадцятого студійного альбому «Cher» 1987 року. Пісню написав та спродюсував Дезмонд Чайлд. Вона була випущена лейблом «Geffen Records Geffen» як сингл до альбому у 1988 році.
Первинна версія була записана гуртом «Desmond Child & Rouge» ще у 1978 році.

## Історія
«Main Man» вийшла як промо-CD у США та як комерційний 7-дюймовий сингл. У 1988 році для просування пісні було знято відеокліп, також Шер виконувала «Main Man» на церемонії вручення нагород «MTV Video Music Award». Після розгляду «Geffen Records» вирішили офіційно не видавати пісню.

## Оцінки
Хосе Ф. Проміс із «AllMusic» ретроспективно виділив цю пісню і назвав її «чудово милою баладою».

## Відеокліп
У відеокліпі пісні показана Шер, що блукає своїм на той час порожнім особняком, який вона тоді продавала коміку Едді Мерфі. У відео також було показано кліпи, в яких Шер співає пісню на музичній премії «MTV». Також у відео з'являється Роб Камілетті, бойфренд Шер.

## Трек-лист
- Американський 7" і касетний сингл

1. «Main Man» — 3:48
2. «(It's Been) Hard Enough Getting Over You» — 3:48